# Obed Hussey

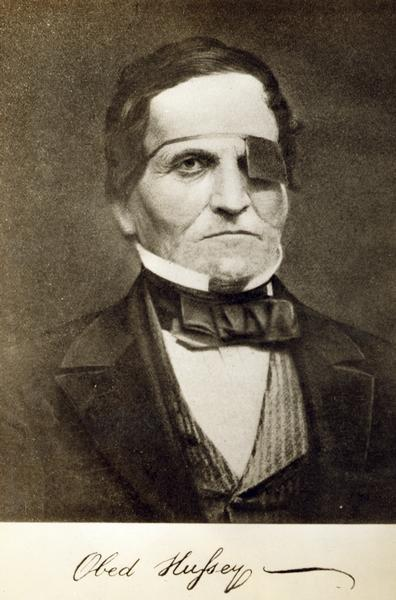
Obed Hussey

Obed Hussey (* 7. Oktober 1792 in Hallowell, Maine, USA; † 4. August 1860 bei Boston) war ein US-amerikanischer Erfinder einer Getreidemähmaschine, die 1833 erstmals eingesetzt wurde und danach in Illinois, Maryland, New York und Pennsylvania große Verbreitung fand, die Erntearbeit erleichterte und die Produktivität in der Landwirtschaft erhöhte. Er war der erste Erfinder, der eine Mähmaschine 1834 patentieren ließ.

## Leben und Wirken
Hussey wuchs als Sohn der Quäker Samuel und Charlotte Hussey in Exeter in Maine und in Nantucket Island in Massachusetts an der Ostküste der USA auf. Wahrscheinlich hat er als junger Mann als Seemann auf einem Walfangschiff gearbeitet und dort ein Auge verloren. Als er 30 Jahre alt war, zog er 1822 nach Cincinnati in Ohio, wo er mit Kornschäl-, Mahl- und Zuckerrohrpressmaschinen zu experimentieren begann. Ab 1830 arbeitete er in Baltimore auf einer Farm der Firma Richard B. Chenaworth an einer Getreidemähmaschine. Schon 1832 kehrte er nach Cincinnati zurück, wo er dann eine funktionstüchtige Mähmaschine konstruierte, die auf zwei Rädern lief und von einem Pferd gezogen wurde. Im Juli 1833 setzte er diese erstmals bei der landwirtschaftlichen Genossenschaft von Carthage bei Hamilton in Ohio erfolgreich ein. 1834 ließ er sie patentieren, danach fand sie bis 1838 bereits große Verbreitung in Illinois, New York, Pennsylvania und Maryland. 1838 eröffnete Hussey an seinem Wohnort Baltimore eine große Produktionsfabrik. In den 1840er Jahren wurde sein engster Mitarbeiter Thomas Judge Lovegrove Geschäftspartner, und die Firma wurde in Hussey & Lovegrove umbenannt. Ab 1842 produzierte und verkaufte sein Bruder Thomas R. Hussey die Mähmaschinen auch in Auburn in New York. 1848 entschied das amerikanische Patentamt, das Patent auf der Mähmaschine nicht mehr zu verlängern. So kamen bis 1850 etwa 30 Anbieter auf den amerikanischen Markt.
Sein größter Konkurrent war Cyrus McCormick aus Rockbridge County in Virginia, der seine erste Mähmaschine schon 1831 demonstriert hatte, aber sie auch erst 1834 etwa sechs Monate nach Hussey patentieren lassen konnte. Die beiden versuchten sich mittels Patentrechten und Ausstellungserfolgen in den USA und in England auf dem Markt und bei den Landwirten durchzusetzen. Beide Maschinen wurden während der Weltausstellung 1851 in London im Kristallpalast präsentiert. Außerhalb der Stadt in Tiptree Heath fand im Sommer ein Wettbewerb im Getreideschneiden statt, den McCormicks Virginia-Reaper gewann.
Obwohl Hussey anfänglich mehr Maschinen verkaufte, dachte McCormick strategischer, war geschäftstüchtiger, übernahm auch Ideen anderer Erfinder durch Patentkauf, zog ins zentralere Chicago um und konnte damit den Westen des Landes für sich gewinnen. So setzte er sich gegen den einfacheren und geradlinigeren Hussey durch, wobei dieser 1858 in Konkurs gehen musste. McCormick kaufte Hussey im gleichen Jahr das Patent für eine Mähmaschine mit automatischem Rechen ab.
Hussey starb bereits 1860 auf einer Reise mit seiner Frau und seinen beiden Töchtern von Boston nach Portland in Maine, als er auf einen bereits fahrenden Eisenbahnwagen aufsteigen wollte und von ihm überrollt wurde. Er war seit 1855 noch daran gewesen, einen neuen, dampfbetriebenen Pflug zu entwickeln. Er wurde in Baltimore begraben.